# Yute Air
Yute Air — американская авиакомпания, базировавшаяся в аэропорту Бетел, Аляска, США. Она осуществляла регулярные авиарейсы в более чем 22 поселениях Аляски, а также предоставляла чартерные услуги по всей Аляске.
Также была известна под именами: Bob Harris Flying Services, Yute Air Alaska, Flight Alaska.

## История
Авиакомпания начала совершать рейсы из Диллингхема в середине 1950-х годов под именем Bob Harris Flying Services, а позднее была переименована в Yute Air Alaska. В 1988 году она была продана Уильяму Джонсону, однако в связи с банкротством в апреле 2000 года она была выкуплена компанией Flight International Group и вскоре после этого переименована в Flight Alaska. Под этим брендом осуществлялись пассажирские и грузовые перевозки, чартерные рейсы, доставка почтовой корреспонденции. а также помощь в тушении пожаров.
В 2004 году Flight Alaska была приобретена Тимом Воттисом, и авиасообщение сократилось до Бетела и его окрестностей. Также было возвращено название Yute Air, которое использовалось вплоть до прекращения бизнеса в 2017 году.
5 марта 2017 года авиаперевозчик объявил о прекращении своей деятельности. Авиакомпания Ravn Alaska приобрела активы авиакомпании - ангар и 14 самолётов.

## Флот
На момент прекращения деятельности воздушный флот Yute Air состоял из двух самолётов Cessna 172 и двенадцати Cessna 207.

## Инциденты
- 30 мая 2015 года самолёт Cessna после утреннего вылета из Бетела не вернулся, а два дня спустя был обнаружен в реке Куитлук[8].